# Маунт-Эр (Айова)
Маунт-Эр (англ. Mount Ayr) — город в США, административный центр округа Рингголд штата Айова. Население — 1623 человека (2020).

## География
Маунт-Эйр расположен по координатам 40°42′52″ с. ш. 94°14′17″ з. д. (40.714311, -94.238152). По данным Бюро переписи населения США в 2010 году город имел площадь 6,96 км², из которых 6,91 км² — суша и 0,05 км² — водоёмы.

## Демография
| Год переписи | Нас. |  | %±     |
| ------------ | ---- |  | ------ |
| 1870         | 422  |  | —      |
| 1880         | 1275 |  | 202,1% |
| 1890         | 1265 |  | −0,8%  |
| 1900         | 1729 |  | 36,7%  |
| 1910         | 1646 |  | −4,8%  |
| 1920         | 1738 |  | 5,6%   |
| 1930         | 1704 |  | −2%    |
| 1940         | 1930 |  | 13,3%  |
| 1950         | 1793 |  | −7,1%  |
| 1960         | 1738 |  | −3,1%  |
| 1970         | 1762 |  | 1,4%   |
| 1980         | 1938 |  | 10%    |
| 1990         | 1796 |  | −7,3%  |
| 2000         | 1822 |  | 1,4%   |
| 2010         | 1691 |  | −7,2%  |
| 2020         | 1623 |  | −4%    |

Согласно переписи 2010 года, в городе проживало 1691 человек в 746 домохозяйствах в составе 437 семей. Плотность населения составляла 243 человека/км². Было 822 квартиры (118/км²).
Расовый состав населения:
| - 98,1 % — белых - 0,7 % — азиатов - 0,1 % — коренных американцев - 0,1 % — чёрных или афроамериканцев |

К двум или более расам принадлежало 0,4 %. Доля испаноязычных составила 1,6 % всего населения.
По возрастному диапазону население распределялось следующим образом: 19,9 % — лица младше 18 лет, 50,4 % — лица в возрасте 18-64 лет, 29,7 % — лица в возрасте 65 лет и старше. Медиана возраста жителя составила 49,5 лет. На 100 человек женского пола в городе приходилось 80,3 мужчин; на 100 женщин в возрасте от 18 лет и старше — 75,1 мужчин также старше 18 лет.
Средний доход на одно домашнее хозяйство составил 52 185 долларов США (медиана — 45 688), а средний доход на одну семью — 64 326 долларов (медиана — 55 313). Медиана доходов составляла 39 583 доллара для мужчин и 28 233 доллара для женщин. За чертой бедности находилось 10,4 % человек, в том числе 11,9 % детей в возрасте до 18 лет и 11,5 % лиц в возрасте 65 лет и старше.
Гражданское трудоустроенное население составляло 787 человек. Основные области занятости: образование, здравоохранение и социальная помощь — 40,2 %, производство — 11,9 %, розничная торговля — 7,6 %, искусство, развлечения и отдых — 6,1 %.